# Vallesvilles
Vallesvilles település Franciaországban, Haute-Garonne megyében. Lakosainak száma 439 fő (2022. január 1.). Vallesvilles Gauré, Bourg-Saint-Bernard, Drémil-Lafage, Lanta és Saint-Pierre-de-Lages községekkel határos.

## Népesség
A település népessége az elmúlt években az alábbi módon változott:
| Lakosok száma | 194  | 215  | 332  | 324  | 386  | 401  | 418  | 435  | 441  | 439  |
|               | 1968 | 1982 | 1990 | 2006 | 2013 | 2015 | 2017 | 2019 | 2020 | 2022 |

## Műemlékek

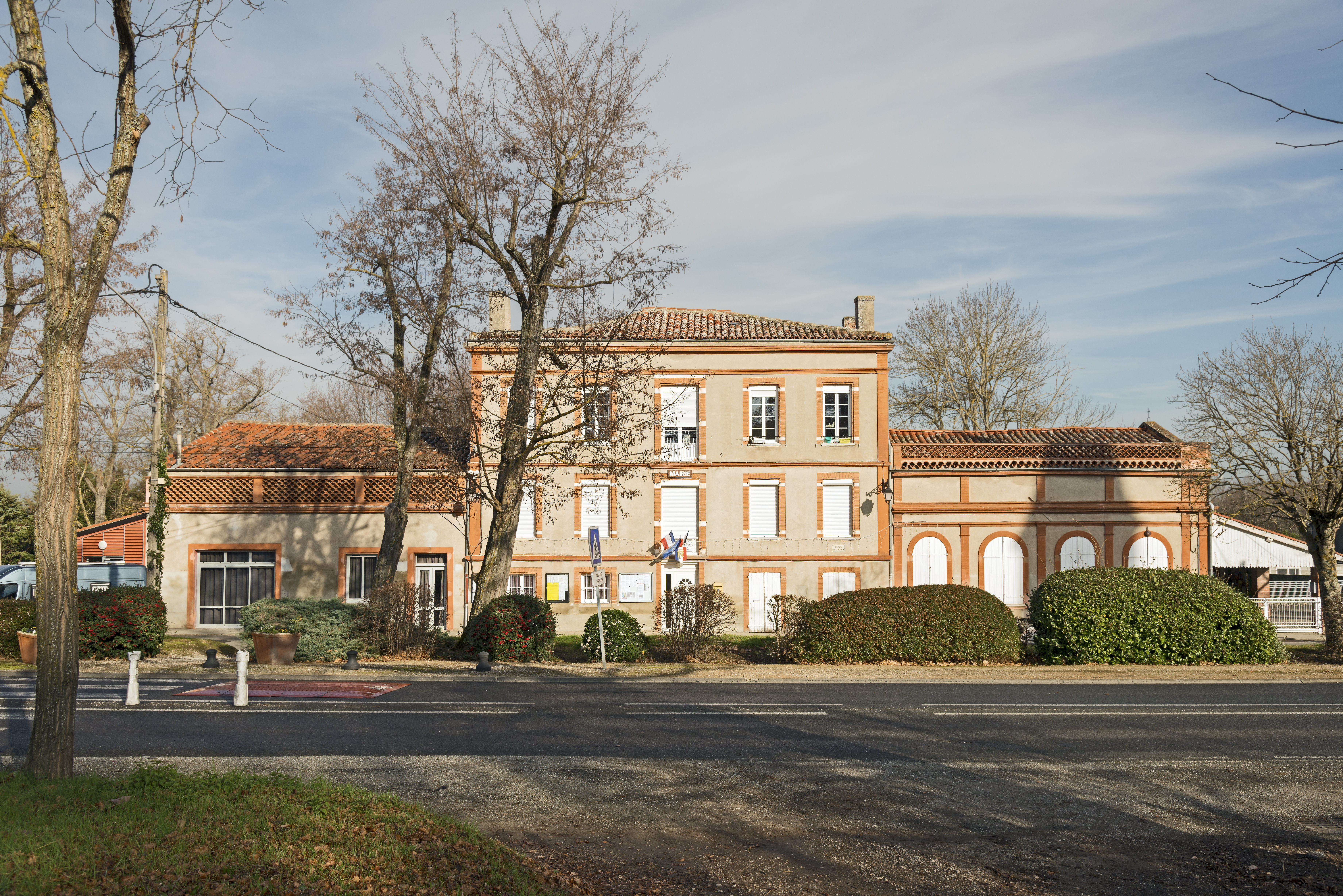
Városháza.
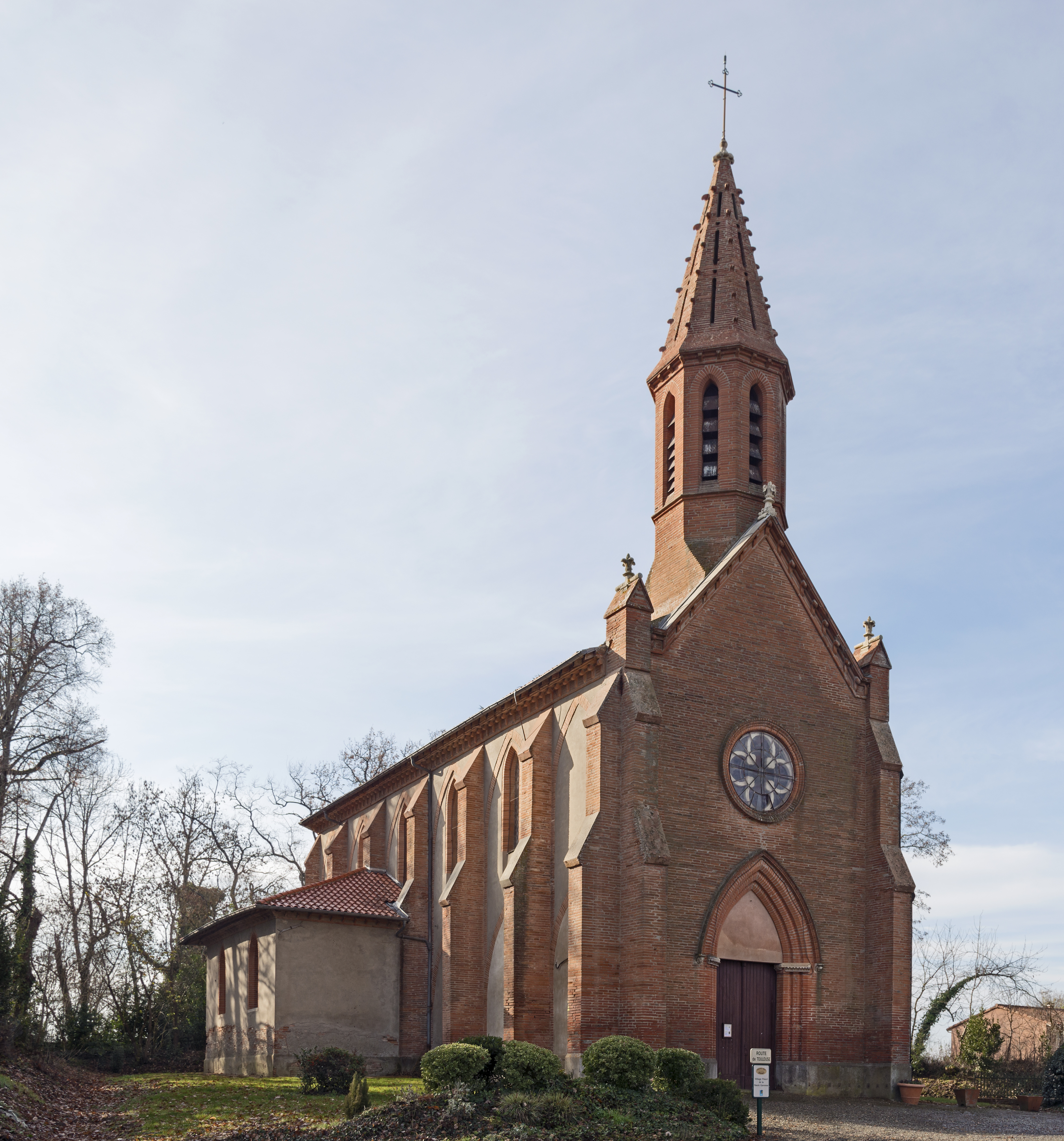
A Szent Márton-templom